# Syddansk Universitetsforlag
Syddansk Universitetsforlag (eng.: University Press of Southern Denmark), indtil 2002 Odense Universitetsforlag, er Danmarks største uafhængige universitetsforlag. Forlaget omsætter for ca. 5,5 mio. kr. årligt (2013).
Forlaget er en selvejende fond og blev grundlagt i august 1966 – næsten samtidig med Odense Universitet. Forlaget har ifølge sin fundats til formål at udgive lærebøger til de videregående uddannelser og formidle videnskabelige resultater til det bredest mulige publikum. Forlagets forfattere er ikke blot ansatte ved Syddansk Universitet men omfatter medarbejdere ved universiteter og forskningsinstitutioner i ind- og udland. Siden grundlæggelsen har forlaget udgivet mere end 3.300 titler. Som videnskabeligt forlag skal alle udgivelser underkastes faglig bedømmelse inden publicering, og forlaget har derfor fast procedure for indhentning af peer review. Udover videnskabelig litteratur og lærebøger udgiver Syddansk Universitetsforlag endvidere en lang række tidsskrifter.
Martin Lindø Westergaard er siden 2008 forlagets direktør.